# لوتس سمارت سويت
آي بي إم لوتس سمارت سويت (بالإنجليزية: IBM Lotus SmartSuite) عبارة عن مجموعة مكتبية متوقفة الدَعم مُقَدَّمَةٌ من لوتس سوفتوير. موجهة لنُظُم التشغيل أو إس/ 2 ومايكروسوفت ويندوز.

## حالة
كان البرنامج في وضع الصيانة، وهو مُدَعَّم بإصلاحات وحُزم إصلاح أخرى على نظامي التشغيل ويندوز 2000 وويندوز إكس بي. أصبح البرنامج غير مدعوم رسميًا (من قِبَل شركة آي بي أم) على إصدارات ويندوز من بعد ويندوز إكس بي وما أعلى منهُ، ولكنه يعمل بشكل جَيَّد على كلٍ من إصدارات 32 بت و 64 بت من ويندوز فيستا وويندوز 7 وإصدارات ويندوز 10. لا تخطط شركة آي بي إم لإصدار إصدار رسمي متوافق مع نظام التشغيل ويندوز 7 من البرنامج هذا.
في مايو 2013، أعلنت شركة آي بي إم سَحب البرنامج. وقد انتهى تسويق المنتج في يونيو 2013، ثُمَّ تلاه توقف الدعم كُليًا في سبتمبر 2014. وقد أعلنت شركة آي بي إم أيضًا أنه لن يكون هناك بديل لهُ رَسميًّا.

## عناصر
يتم تضمين التطبيقات التالية في البرنامج لأنظمة مايكروسوفت ويندوز ومع ذلك فإنَّ هذه التطبيقات تتضمن إمتدادات ملفات ومن ضمنهـا (بعض الأسماء بالإنجليزية):
- لوتس وورد برو: معالج النصوص؛ (كان يُسمى سابقًا Ami Pro)؛ يدعم صيغ ملفات (.lwp)
- لوتس 1-2-3: جدول بيانات؛ يدعم صيغ ملفات: (.123) (.wk1) (.wk3) (.wk4)
- Lotus Freelance Graphics: برمجيات العروض التقديمية؛ يدعم صيغ ملفات (.prz)
- لوتس آبروتش: قاعدة بيانات علائقية ؛ (.apr) (إدخال البيانات والتقارير) وملفات (.dbf) (قاعدة البيانات)
- لوتس أورجانيزر[الإنجليزية]: مدير المعلومات الشخصية؛ يدعم ملفات (.org) (or3) (.or2)
- Lotus SmartCenter: شريط أدوات يتيح للمستخدمين الوصول بسرعة إلى البرامج والتقويم وعلامات التوقف على الإنترنت والموارد الأخرى
- Lotus FastSite: برنامج تصميم الويب؛ يدعم صيغ ملفات (.htm)
- Lotus ScreenCam: برنامج تسجيل الشاشة للعروض التوضيحية والبرامج التعليمية؛ ملفات (.scm) و (.exe) و (.wav)
- عارض Lotus vCard & vCalendar - عارض vCard و vCalendar فوري [5]

## روابط خارجية
- صفحة Lotus SmartSuite
- منتدى SmartSuite الفني[وصلة مكسورة]
- XpertSS - دعم مستخدمي Lotus SmartSuite
- عارض مجاني لمنتجات Lotus SmartSuite (EXE)[وصلة مكسورة]
- قائمة إصلاح SmartSuite لنظام التشغيل Windows 9.8 وإصلاح الحزم
- الحصول على Smartsuite يعمل تحت Vista64 نسخة محفوظة 23 مايو 2009 على موقع واي باك مشين.